# Comuna de Ciasna
Ciasna (polaco: Gmina Ciasna) é uma gminy (comuna) na Polónia, na voivodia de Santa Cruz e no condado de Lubliniecki. A sede do condado é a cidade de Ciasna.
De acordo com os censos de 2004, a comuna tem 7989 habitantes, com uma densidade 59,5 hab/km².

## Área
Estende-se por uma área de 134,17 km², incluindo:
- área agricola: 51%
- área florestal: 40%

## Demografia
Dados de 30 de Junho 2004:
|                      | Total   | Total | Mulheres | Mulheres | Homens  | Homens |
| -------------------- | ------- | ----- | -------- | -------- | ------- | ------ |
|                      | pessoas | %     | pessoas  | %        | pessoas | %      |
| População            | 7989    | 100   | 4055     | 50,8     | 3934    | 49,2   |
| Densidade (pop./km²) | 59,5    | 100   | 30,2     | 30,2     | 29,3    | 29,3   |

De acordo com dados de 2002, o rendimento médio per capita ascendia a 1393,94 zł.

## Comunas vizinhas
- Dobrodzień, Herby, Kochanowice, Olesno, Pawonków, Przystajń